# Burlington (Colorado)
Burlington is een plaats (city) in de Amerikaanse staat Colorado, en valt bestuurlijk gezien onder Kit Carson County.

## Demografie
Bij de volkstelling in 2000 werd het aantal inwoners vastgesteld op 3678.
In 2006 is het aantal inwoners door het United States Census Bureau geschat op 3480, een daling van 198 (-5,4%).

## Geografie
Volgens het United States Census Bureau beslaat de plaats een oppervlakte van
5,4 km², geheel bestaande uit land.

## Plaatsen in de nabije omgeving
De onderstaande figuur toont nabijgelegen plaatsen in een straal van 56 km rond Burlington.